# Leopoldine Fuhrich

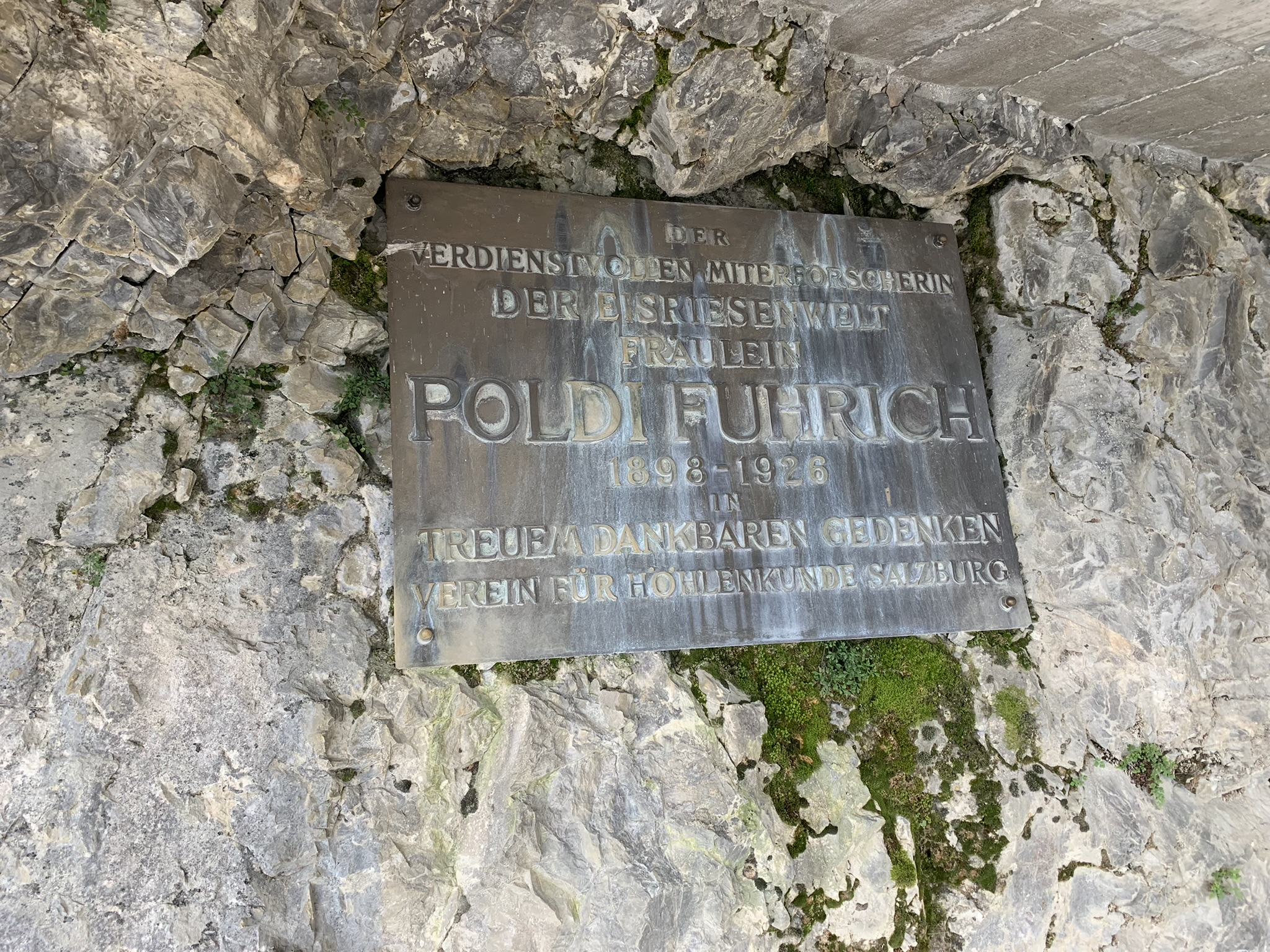
Gedenkplakette auf dem Weg zur Eisriesenwelt

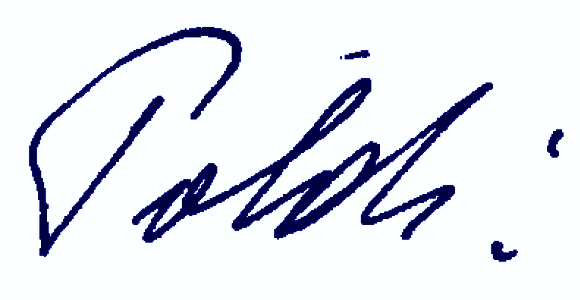

Leopoldine Fuhrich (geboren am 30. Juli 1898 in Salzburg; gestorben am 23. Mai 1926 in der Lurgrotte), genannt Poldi Fuhrich, war eine Pionierin der österreichischen Karst- und Höhlenforschung.

## Leben
Sie wurde als Tochter von Alfred und Leopoldine Fuhrich geboren und machte ihre Matura am Salzburger Mädchenlyzeum. Sie studierte ab 1920/21 an der Universität Innsbruck und der Universität Wien in den Geisteswissenschaften unter anderem Zoologie, Botanik, Mineralogie, Petrographie und Pädagogik. Am Mädchen-Realgymnasium Wien-Hietzing unterrichtete sie Naturgeschichte und Turnen. Sie war auch Bergsteigerin und fuhr Ski.

### Höhlenforschung
Fuhrich begeisterte sich für Höhlenforschung in einer Zeit, als Frauen in dem Metier noch selten waren, und sie gehörte zu den ersten Frauen, die an Ersterkundungen tief in Höhlensystemen eindrangen. Bereits 1919 war sie Mitglied in der Speleologischen Gesellschaft Wien und nahm an einer ersten Erforschungsfahrt in die Eisriesenwelt teil, deren Erkundung 1913 begonnen hatte, dann aber durch den Ausbruch des Ersten Weltkriegs unterbrochen werden musste. 1920 wurde Fuhrich auch Mitglied im Landesverein für Höhlenkunde Salzburg und war dort 1921 und 1922 Schriftwart und schließlich bis zu ihrem Tod 2. Beisitzerin.
Befreundet war sie mit Robert und Friedrich Oedl, mit denen sie zahlreiche Erkundungen unternahm, vor allem daheim in Österreich. Mit schnell wachsendem internationalen Ruf wurde sie auch in andere Länder eingeladen, zunächst zusammen mit den Oedls von Anton Meeraus nach Slowenien, wo sie an der Erforschung und Vermessung der Škocjanske Jame teilnahmen. Weitere Fahrten unternahm Fuhrich 1923 und 1924 nach Süddeutschland, in den Mährischen Karst, in verschiedene Höhlen im südfranzösischen Département Lot sowie nach Dalmatien. Ebenfalls 1923 fand eine Reise mit dem Kanadier Eliot Barton nach Brasilien statt. 1925 gehörte sie zum Vermessungsteam von Höhlen im irischen County Clare, wobei der Professor und Höhlenforscher Albert Baker ausdrücklich ihre Zähigkeit lobte.
Bei einer Erkundung der Lurgrotte am 23. Mai 1926 stürzte Poldi Fuhrich etwa 20 Meter tief ab und starb wenige Stunden später.

## Ehrungen und Gedenken
- Silberne Höhlenbärenplakette des Hauptverbandes Deutscher Höhlenforscher (verliehen August 1924)
- Mehrere Gedenktafeln erinnern an ihr Leben:
  - beim Poldi-Brunnen nahe dem Eingang zur Eisriesenwelt
  - beim Geisterschacht in der Lurgrotte, wo sie starb
- Nach ihr wurde der Poldi-Dom in der Eisriesenwelt sowie der Poldi-Fuhrich-Dom in der Lurgrotte benannt.